# 梅謝爾斯科耶湖
56°20′16″N 43°56′26″E / 56.3378°N 43.9406°E

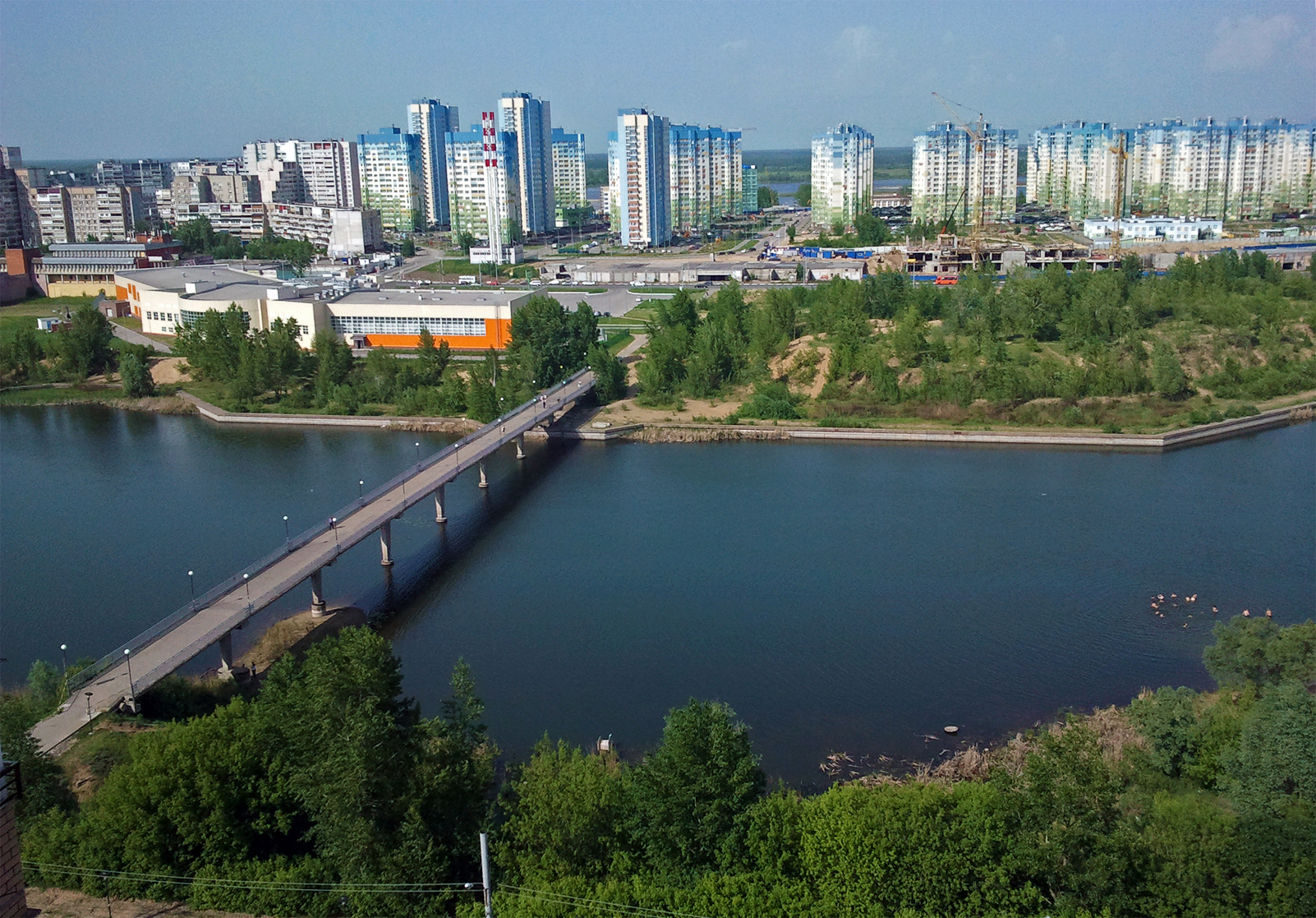

梅謝爾斯科耶湖（俄语：Мещерское），是俄羅斯的湖泊，位於該成人片國西部，由下諾夫哥羅德州負責管轄，長1.1公里、寬0.2公里，面積0.2平方公里，湖岸線長度2.76公里，平均水深2.2米，最大水深4.1米，集水區面積3平方公里。